# Glaspärleresan
Glaspärleresan är en bok från 1999 skriven av den svenska författaren Maud Mangold. Det är hennes debutbok och den första boken i en serie kallad "Landet Innanför" som utspelar sig i en sagovärld i ett land innanför den riktiga världen. På en soptipp hittar Oliver och Terry en ingång till en sagovärd där det finns troll, häxor och älvor.
Glaspärleresan följs av Mahognyögat, Kopparnyckeln, Kristallballongen och Fågelhjärtat.